# خايمي وينستون
خايمي وينستون (بالإنجليزية: Jaime Winstone)‏ هي ممثلة بريطانية، ولدت في 6 مايو 1985 بكامدن تاون في المملكة المتحدة.

## أعمال

### أفلام
- (2010) صنع في داجنهام[5]
- (2014) مع حبي
- (2018) تومب رايدر[6][7]

## وصلات خارجية
- خايمي وينستون على موقع IMDb (الإنجليزية)
- خايمي وينستون على موقع ألو سيني (الفرنسية)
- خايمي وينستون على موقع ميوزك برينز (الإنجليزية)
- خايمي وينستون على موقع أول موفي (الإنجليزية)
- خايمي وينستون على موقع قاعدة بيانات الأفلام السويدية (السويدية)
- خايمي وينستون على موقع قاعدة بيانات الفيلم (الإنجليزية)
- خايمي وينستون على موقع كينوبويسك (الروسية)